# Репрезентација Хонгконга у хокеју на леду
Хокејашка репрезентација Хонгконга (кин: 香港国家冰球队; пинјин Xiānggǎng Guójiā Bīngqiú Duì) спортски је тим који представља Хонгконг на међународним такмичењима у хокеју на леду и под окриљем је Савеза хокеја на леду Хонгконга који је пуноправни члан ИИХФ од 1983. године.

## Историја
Савез хокеја на леду Хонгконга основан је 8. августа 1980. као највише спортско тело чија је улога била координисање свих такмичења у вези са хокејом на леду на територији тада британске колоније Хонгконг. Савез постаје пуноправним чланом ИИХФ 31. марта 1983. Дебитантски наступ на међународној сцени у оквиру такмичења за светско првенство имали су 1987. у Перту у Аустралији (такмичење у Групи Д СП). Прву међународну утакмицу на такмичењу одиграли су против селекције Кинеског Тајпеја 13. марта 1987. остваривши нерешен резултат 2:2.
Након дебитантског наступа уследила је пауза од пуних 26 година, након које се репрезентација вратила на СП треће дивизије за 2014. годину (где је заузела 4. место у групи, односно укупно 44. на шампионату).

## Резултати на светским првенствима
| Год.  | Место      | Пласман     | Категорија (група)       |
| ----- | ---------- | ----------- | ------------------------ |
| 1987. | Перт       | 4/4         | СП Група Д               |
| 2014. | Луксембург | 4/6 (44/46) | Дивизија                 |
| 2015. | Измир      | 4/7 (44/47) | Дивизија                 |
| 2016. | Истанбул   | 6/6 (46/46) | Дивизија                 |
| 2017. | Софија     | 4/8 (44/48) | Дивизија                 |
| 2018. | Кејптаун   | 6/6 (46/50) | Дивизија                 |
| 2019. | Абу Даби   | 2/6 (48/52) | Дивизија III, квалификације |

## Резултати на Азијском челенџ купу
| Година | Домаћин     | Резултат         | Ут. | П+ | ПП+ | ПП− | П− |
| ------ | ----------- | ---------------- | --- | -- | --- | --- | -- |
| 2008.  | Хонгконг    | 3                | 5   | 3  | –   | –   | 2  |
| 2009.  | Абу Даби    | 4. место         | 5   | 1  | –   | 1*  | 3  |
| 2010.  | Тајпеј      | 5. метсо         | 5   | 3  | –   | 1*  | 1  |
| 2011.  | Кувајт Сити |                  | 5   | 5  | 0   | 0   | 0  |
| 2012.  | Дерадун     | Нису учествовали | –   | –  | –   | –   | –  |
| 2013.  | Бангкок     | 2                | 7   | 6  | 0   | 0   | 1  |
| 2014.  | Абу Даби    | 5. место         | 5   | 1  | 0   | 1   | 3  |